# わだぺん。
わだぺん。（1979年 - ）は、日本の漫画家、イラストレーター。岐阜県出身、東京都練馬区在住。

## 略歴・人物
ものづくりを好む両親に育てられ、自らも幼い頃から道具を与えられて必要なものを自作していた。買い与えられた物の中に画材もあり、幼稚園の卒園文集には早くも「漫画家になりたい」と書くほど絵を描くことが好きだったという。
1999年に東京のアニメ制作会社に入社し、原画や作画監督などを経て、2008年からフリーの漫画家、イラストレーターとして活動している。ファンタジーやSFなどの空想的なものよりも身近な題材を好む。2012年7月15日、『東京自転車少女。』単行本第2巻発売記念として、自身初となるサイン会を東京の書店で催した。
英検5級の資格を所持している。柔道は2級。趣味はパチスロ、バス釣り。他にも父親の影響から自転車好きで、2012年7月現在5台を所有している。また、前述の自作の技術を活かして自転車の整備や改造も自ら行い、プロレスラーの将軍KYワカマツに因み「将軍SIワカマツ号」と名づけた改造シティサイクルを愛車と公言する。「将軍SIワカマツ号」は、『東京自転車少女。』の主人公の愛車名としても使われている。

## 作品リスト

### 漫画
- 快盗天使ツインエンジェル2 アンソロジーコミック 1・2（カプコン、2009年・2010年）[5][6]
- おうちでできるもん！（原作：青木潤太朗、地球丸『Rod and Reel』2010年2月号）[7]
- °Cりけい。（原作：青木潤太朗、集英社『ウルトラジャンプ』『ウルトラジャンプエッグ』2010年 - 2014年、全7巻）
- 東京自転車少女。（アース・スター エンターテイメント『コミック アース・スター』2011年 - 2016年、全11巻）
- 煌!! 男の娘塾[8]（ミリオン出版『おと☆娘』2011年、全1巻[9]）
- パパのいうことを聞きなさい! 〜小鳥遊の陽だまり〜[10]（原作：松智洋、集英社 ヤングジャンプ・コミックスアンソロジー、2012年）
- もれきっ！[11]（スクウェア・エニックス『ヤングガンガン』2012年、読み切り）
- ミミヨリ ハルモニア（ワニブックス『WEBコミックガム』2016年 - ）
- 禍つ罠師の勇者狩り（集英社『ウルトラジャンプ』2019年 - ）

### ゲーム
- Myself ; Yourself それぞれのfinale（イエティ、2009年）絵コンテ[7]
- ひまわり -Pebble in the Sky- ポータブル（角川書店×HOBIBOX、2010年）絵コンテ[7]
- ROOT√DOUBLE Before Crime * After Days（イエティ、2012年）サブキャラクターデザイン/原画

### イラスト・挿絵
- Myself ; Yourself それぞれのOverture（メディアワークス『電撃G's magazine』2007年 - 2008年）[7] - フリーに転じる前からの担当作品。
- 戦国IXA（スクウェア・エニックス）
- 萌えるiPhone読本[12][13]（パチスロ必勝ガイド編集部・ハッカージャパン編集部共著、白夜書房、2010年）
- アニメアライブ[14]（原作：秋傘水稀、電撃文庫、2012年）